# Perito
Perito község (comune) Olaszország Campania régiójában, Salerno megyében.

## Fekvése
A megye nyugati részén fekszik. Határai: Cicerale, Lustra, Monteforte Cilento, Orria, Prignano Cilento, Rutino és Salento.

## Története
Alapítására vonatkozóan nincsenek pontos adatok. Első említése a 15. századból származik. A következő századokban nemesi birtok volt. A 19. században, amikor a Nápolyi Királyságban felszámolták a feudalizmust előbb Orria része lett, majd 1861-ben önálló község.

## Népessége
A népesség számának alakulása:

## Főbb látnivalói
- Palazzo Del Baglivo
- Palazzo Cirillo
- Palazzo Volpe
- Palazzo Baldo
- Santa Maddalena-templom
- San Nicola-templom
- San Giovanni Battista-templom